# Pieriballia
Pieriballia es un género  de mariposas de la familia Pieridae. Su única especie: Pieriballia viardi, se distribuye desde México a Bolivia y Paraguay. Errantes se pueden encontrar en el sur de Texas. El hábitat está formado por selvas tropicales y bosques nublados de transición.

## Descripción
Tiene una envergadura  de unos 57 mm de longitud. Las larvas se alimentan de Capparis pseudocacao.

## Subespecies
Tiene las siguientes subespecies:
- Pieriballia viardi viardi (México, Honduras)
- Pieriballia viardi locusta (C. & R. Felder, 1861) (Colombia)
- Pieriballia viardi mandela (C. & R. Felder, 1861) (Venezuela)
- Pieriballia viardi noctipennis (Butler & Druce, 1872) (Costa Rica, Panama)
- Pieriballia viardi apicalis (Butler, 1898) (Ecuador)
- Pieriballia viardi tithoreides (Butler, 1898) (Ecuador)
- Pieriballia viardi rubecula (Fruhstorfer, 1907) (Perú, Bolivia)
- Pieriballia viardi molione (Fruhstorfer, 1908) (Paraguay, Argentina)
- Pieriballia viardi decorata (Joicey & Talbot, 1928) (Perú)
- Pieriballia viardi interposita (Joicey & Talbot, 1928) (Perú)